# 合衆国の恐怖・火星からの伝言
合衆国の恐怖・火星からの伝言（がっしゅうこくのきょうふ・かせいからのでんごん、en:Red Planet Mars)は1952年に公開されたアメリカ合衆国のSF映画。
配給ユナイテッド・アーティスツ。出演ピーター・グレイブス、アンドレア・キング。ジョン・L・ボルダーストンの1932年の戯曲『Red Planet』を元にしている。 

## キャスト
| 役名           | 俳優                   | 日本語吹替                       |
| 役名           | 俳優                   | TBS版                            |
| -------------- | ---------------------- | -------------------------------- |
| クリス         | ピーター・グレイブス   | 柴田秀勝                         |
| リンダ         | アンドレア・キング     | 公卿敬子                         |
| コルダ         | ハーバート・バーゴフ   | 青野武                           |
| アルジェニアン | マーヴィン・ミラー     | 小関一                           |
| ケリィ         | ウォルター・サンデ     | 平林尚三                         |
| ジョン         | トム・キーン           | 加藤正之                         |
| スチュワート   | オーリー・リンドグレン | 大見川高行                       |
| ミッチェル     | ルイス・マーティン     | 北川国彦                         |
| ベス           |                        | 峰あつ子                         |
| バート         |                        | 国坂伸                           |
| ルイス         |                        | 広瀬正志                         |
| ロビンス       |                        | 叶年央                           |
| アナA          |                        | 岸野一彦                         |
| アナB          |                        | 藤城裕士                         |
| ナレーション   |                        | 藤本譲                           |
|                |                        |                                  |
| 演出           | 演出                   | 蕨南勝之                         |
| 翻訳           | 翻訳                   | 鈴木導                           |
| 効果           | 効果                   | 芦田公雄                         |
| 調整           | 調整                   | 飯塚秀保                         |
| 制作           | 制作                   | 東北新社                         |
| 解説           |                        |                                  |
| 初回放送       | 初回放送               | 1977年8月31日 『夏休み映画劇場』 |